# Венера (Мордовия)
Венера — посёлок в Инсарском районе Мордовии в составе Нововерхисского сельского поселения.

## География
Находится на расстоянии примерно 9 километров по прямой на восток-северо-восток от районного центра города Инсар.

## История
Основан в годы коллективизации переселенцами из села Старые Верхиссы. В 1931 году отмечено 11 дворов.

## Население
| 1989 | 2002 | 2010 |
| ---- | ---- | ---- |
| 60   | ↘40  | ↘30  |

Постоянное население составляло 40 человек (мордва 92 %) в 2002 году, 30 в 2010 году.